# Гараджа, Алексей Викторович
Алексе́й Ви́кторович Гараджа́ (род. 1961) — российский историк философии и переводчик философской литературы. Сын крупного российского религиоведа и социолога религии профессора Виктора Ивановича Гараджи.

## Биография
Окончил Московский государственный университет по кафедре истории зарубежной философии. Научный сотрудник Платоновского исследовательского центра. В сфере профессиональных интересов Гараджи находятся, прежде всего, современная французская философия, грамматология (история и теория письма), перевод как философская проблема.

## Переводы
- Ж.Деррида. Шпоры: Стили Ницше. // Философские науки, № 2-3 (1991).
- Ж.Деррида. Письмо японскому другу. // Вопросы философии, № 4 (1992).
- Ж.Деррида. Два слова для Джойса. // Ежегодник Ad Marginem (1993).
- Ж.Деррида. Улисс граммофон. // Комментарии, № 5-7 (1995).
- Ж.Деррида. Фрейд и сцена письма. // Ж.Деррида. Письмо и различие, СПб., Академический проект, 2000.
- Ж.Деррида. Театр жестокости и закрытие представления. // Ж.Деррида. Письмо и различие, СПб., Академический проект, 2000.
- Ж.Деррида. От частной экономики к экономике общей. // Ж.Деррида. Письмо и различие, СПб., Академический проект, 2000.
- Ж. Деррида. Фармация Платона.
- Ж.-Ф.Лиотар. Ответ на вопрос: что такое постмодерн? // Кабинет (приложение-2), СПб., 1993.
- М.Бланшо. Лотреамон. // Лотреамон. Песни Мальдорора, М., Ad Marginem, 1998.
- Ф.Соллерс. Наука Лотреамона. // Лотреамон. Песни Мальдорора, М., Ad Marginem, 1998.
- Ж.Делёз, Представление Захер-Мазоха. // Венера в мехах, М., Культура, 1992.
- З.Фрейд. Экономическая проблема мазохизма. // Венера в мехах, М., Культура, 1992.
- З.Фрейд. Фетишизм. // Венера в мехах, М., Культура, 1992.
- З.Фрейд. Отрицание. // Венера в мехах, М., Культура, 1992.
- З.Фрейд. Ребенка бьют. // Венера в мехах, М., Культура, 1992.
- К. Г. Юнг. Психологическое толкование догмы о Троице. // К. Г. Юнг. Ответ Иову, М., Канон, 1995.
- К. Г. Юнг. Символ превращения в мессе. // К. Г. Юнг. Ответ Иову, М., Канон, 1995.
- К. Г. Юнг. Парацельс как духовное явление. // К. Г. Юнг. Дух Меркурий, М., Канон, 1996.
- К. Г. Юнг. Дух Меркурий. // К. Г. Юнг. Дух Меркурий, М., Канон, 1996.
- Е.Финк. Основные феномены человеческого бытия. // Проблема человека в западной философии, М., Прогресс, 1988.
- Ж.Бодрийяр. Соблазн. М., Ad Marginem, 2000.
- Ф.Лаку-Лабарт. Поэтика истории. // Синий диван, № 2 (2003).
- Ж.-Л.Нанси. Очевидность фильма: Аббас Киаростами. // Синий диван, № 4 (2004).
- Исидор Севильский. Этимологии (фрагменты). // Русская антропологическая школа. Труды, вып. 2-4, М., 2004—2005.

## Публикации
- Кельтская традиция и современное западное эстетическое сознание. // Проблемы эстетического сознания в современных зарубежных исследованиях. — М., ИНИОН, 1986.
- Критика метафизики в неоструктурализме. — М., ИНИОН, 1989.
- Деконструкция—дерридаизм—в действии. // Искусство, № 10 (1989).
- Статьи для словаря «Современная западная философия» (Ж.Бодрийяр, Ф.Лаку-Лабарт, Р.Жирар), М. Политиздат, 1991.
- Вавилонское столпотворение. // Ежегодник Ad Marginem (1993).